# تاكويا تاكي
تاكويا تاكي (باليابانية: 武井 択也) (25 يناير 1986 في توتشيغي في اليابان – )؛ هو لاعب كرة قدم ياباني سابق كان يلعب كلاعب وسط.

## وصلات خارجية
- تاكويا تاكي على موقع الاتحاد الدولي (مؤرشف)  (الإنجليزية)
- تاكويا تاكي على موقع رابطة كرة القدم اليابانية للمحترفين (اليابانية)
- تاكويا تاكي على موقع قاعدة بيانات كرة القدم.إي يو (الإنجليزية)
- تاكويا تاكي على موقع Soccerway.com (الإنجليزية)
- تاكويا تاكي على موقع عالم كرة القدم.نت (الإنجليزية)
- تاكويا تاكي على موقع كووورة